# RSS作成ツール
RSS作成ツール（アールエスエスさくせいツール）とは、RSSの配信を行っていないウェブサイトから、自動的にRSSを作成するツールのことである。

## 概要
主にRSS作成ツールは、HTMLで書かれたウェブサイトから自動的にRSSを生成したり、決められたフォームに入力することで作成する。
設置は、CGI・JavaScriptなどで作成したり、サービス提供者からレンタルしてから、HTMLタグを貼り付けて機能するものがある。
アクセス解析機能がついているものもあり、記事のアクセス数の向上を計るのに役立つ。

## 主な製品
- なんでもRSS
- Fumy RSS & Atom Maker